# Lennart Christensen
Lennart Munch Christensen (* 23. August 1978 in Ølstykke) ist ein ehemaliger dänischer Basketballspieler.

## Werdegang
Der 2,13 Meter große Innenspieler weilte in der Saison 1999/2000 an der Murray State University in den Vereinigten Staaten, von 2000 bis 2002 stand der Däne bei den Norrköping Dolphins in Schweden unter Vertrag. In der Saison 2002/03 war Christensen in seinem Heimatland Mitglied des Erstligisten Skjold/Stevnsgade. Er spielte ebenfalls kurz in Frankreich, später war Christensen bei BMS Herlev.
Als dänischer Nationalspieler bestritt er vier A-Länderspiele, unter anderem in der Europameisterschaftsqualifikation.